# Chetanya Adib
Chetanya Adib (चेतन्य अदीब Cētanya AdibA; Jaipur, 10 de noviembre de 1971) es un famoso actor de cine, televisión y de doblaje, modelo y cantante indio, habla inglés e hindi. Es uno de los artistas más reconocidos por protagonizar su personaje principal en una telenovela titulada «Kunjan Pratap Singh» en Hindi, como también en la serie televisiva titulada «Saat Phere» transmitida por la red de televisión «Zee».
Ha participado en varias películas de Bollywood y también ha estado llevando a cabo las funciones de doblajes, para interpretar a personajes de películas en lengua extranjera, especialmente de las películas de Hollywood. En el doblaje ha interpretado a personajes, interpretadas por famosos actores para el lanzamiento de Hindi-dub como Keanu Reeves, Wesley Snipes, Sean Connery, Christopher Reeves, Val Kilmer y Sylvester Stallone. La mayor parte de su trabajo han sido en doblajes en Hindi, cumpliendo las funciones de su voz para las películas de Hollywood, tales como para Batman, Superman, Spider-Man y otros muchos más.
Su esposa es Deepa (2007–hoy).